# Pedro Rollán Ojeda
Pedro Manuel Rollán Ojeda (Madrid, 21 de març de 1969) és un polític espanyol del Partit Popular, senador per Madrid des de 2019 i president del Senat des del 17 d'agost de 2023. Anteriorment, va ser president en funcions de la Comunitat de Madrid durant un breu període, entre els mesos d'abril i agost de 2019, i també fou alcalde de Torrejón de Ardoz entre el 2007 i el 2015.

## Biografia
Nascut el 21 de març de 1969 a Madrid, es va formar en màrqueting, administració i direcció d'empreses. Del 1995 al 2003 va ser gerent de la divisió comercial de Schweppes per a la regió central de la delegació espanyola. És militant del Partit Popular des de l'any 1994.

### Alcalde de Torrejón de Ardoz
El 27 de maig de 2007 fou investit alcalde de Torrejón de Ardoz després d'aconseguir la majoria absoluta a les eleccions municipals. Era el segon cop que el Partit Popular assolia l'alcaldia del municipi després del mandat de Julián López entre el 1995 i el 1997. Tanmateix, aquesta era la primera vegada que el partit obtenia una majoria absoluta al municipi madrileny. Abans de ser elegit alcalde, Rollán va estar quatre anys a l'oposició. Va ser alcalde de Torrejón fins a l'any 2015, sempre amb majoria absoluta, i va presidir el PP local durant vint anys, del 2003 al mes de gener de 2023.
Durant el seu primer mandat, l'Ajuntament de Torrejón de Ardoz va modificar la normativa local per impedir l'accés al padró municipal d'habitants als immigrants sense papers i als estrangers amb visat de turista. Finalment, després d'un informe desfavorable de l'Advocacia General de l'Estat, emès el mes de gener del 2010, el consistori presidit per Rollán es va veure forçat a rectificar i a modificar, de nou, la seva normativa d'empadronament. L'alcalde Rollán va assegurar que "des de l'Ajuntament s'acatarà l'informe de l'Advocacia de l'Estat, però volem deixar clar que Torrejón de Ardoz no és un municipi xenòfob".

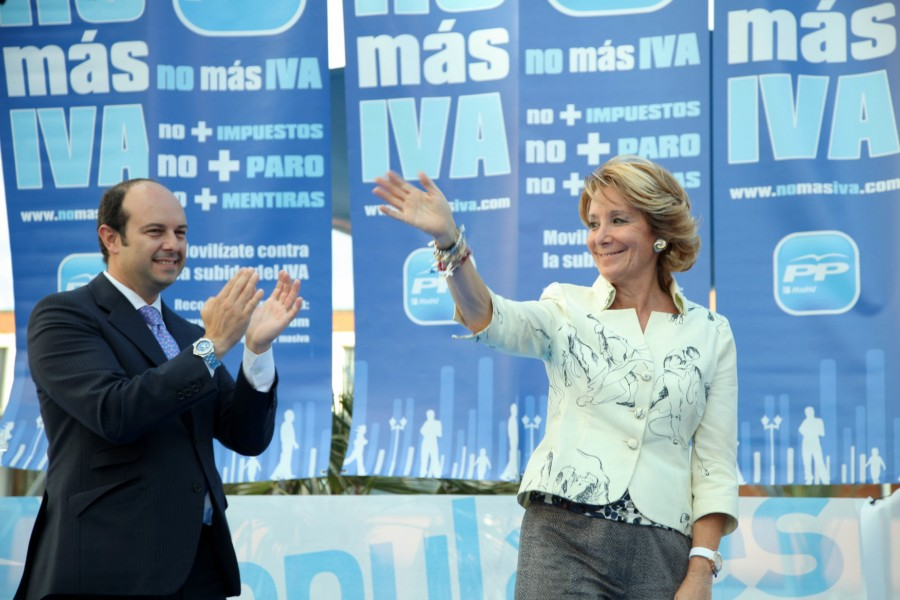
Pedro Rollán, fotografiat el 2010 a Torrejón de Ardoz, amb la presidenta de la Comunitat de Madrid Esperanza Aguirre.

A les eleccions municipals espanyoles de 2011 va revalidar el càrrec convertint-se en l'alcalde més votat d'Espanya entre els municipis de més de 50.000 habitants, obtenint un 68,5% dels vots. El mes de setembre de 2011 fou escollit vocal de la Federació Espanyola de Municipis i Províncies (FEMP).
Com a alcalde de Torrejón de Ardoz va dur a terme el procés més gran de transformació urbanística executat fins aleshores a la ciutat: sota els seus mandats es va crear el Parc Europa del municipi, s'edificà l'Hospital de Torrejón i el Centre d'Arts Escèniques La Caja del Arte i, entre d'altres, es van construir més de 2.000 habitatges i 16.000 places d'aparcament. També s'edificà el nou Polígon industrial Casablanca, tot i que sense els resultats econòmics i d'inversió esperats.
A les eleccions municipals de 2015 va assolir una tercera majoria absoluta, però poc després de prendre possessió, de nou, del càrrec d'alcalde, va dimitir en ser nomenat conseller de Transports, Habitatge i Infraestructures del nou govern de la Comunitat de Madrid presidit per Cristina Cifuentes. Davant de la seva dimissió, només tretze dies després d'haver estat investit alcalde, José Luis Navarro Coronado, segon de la llista electoral municipal del PP, va exercir com a alcalde en funcions.
Finalment, Ignacio Vázquez Casavilla, número sis de la llista electoral, fou nomenat nou alcalde de Torrejón de Ardoz.

### Membre del govern regional de Madrid
Com a conseller de Transports, Habitatge i Infraestructures de la Comunitat de Madrid, càrrec al qual va accedir el 26 de juny de 2015, va posar en funcionament un abonament de transport jove amb una tarifa plana de 20 euros al mes per a totes les zones de transport de la regió, tot ampliant l'edat límit dels beneficiaris fins als 26 anys. Durant el seu primer any de funcionament, aquesta modalitat d'abonament de transport va assolir més d'una milió d'usuaris.

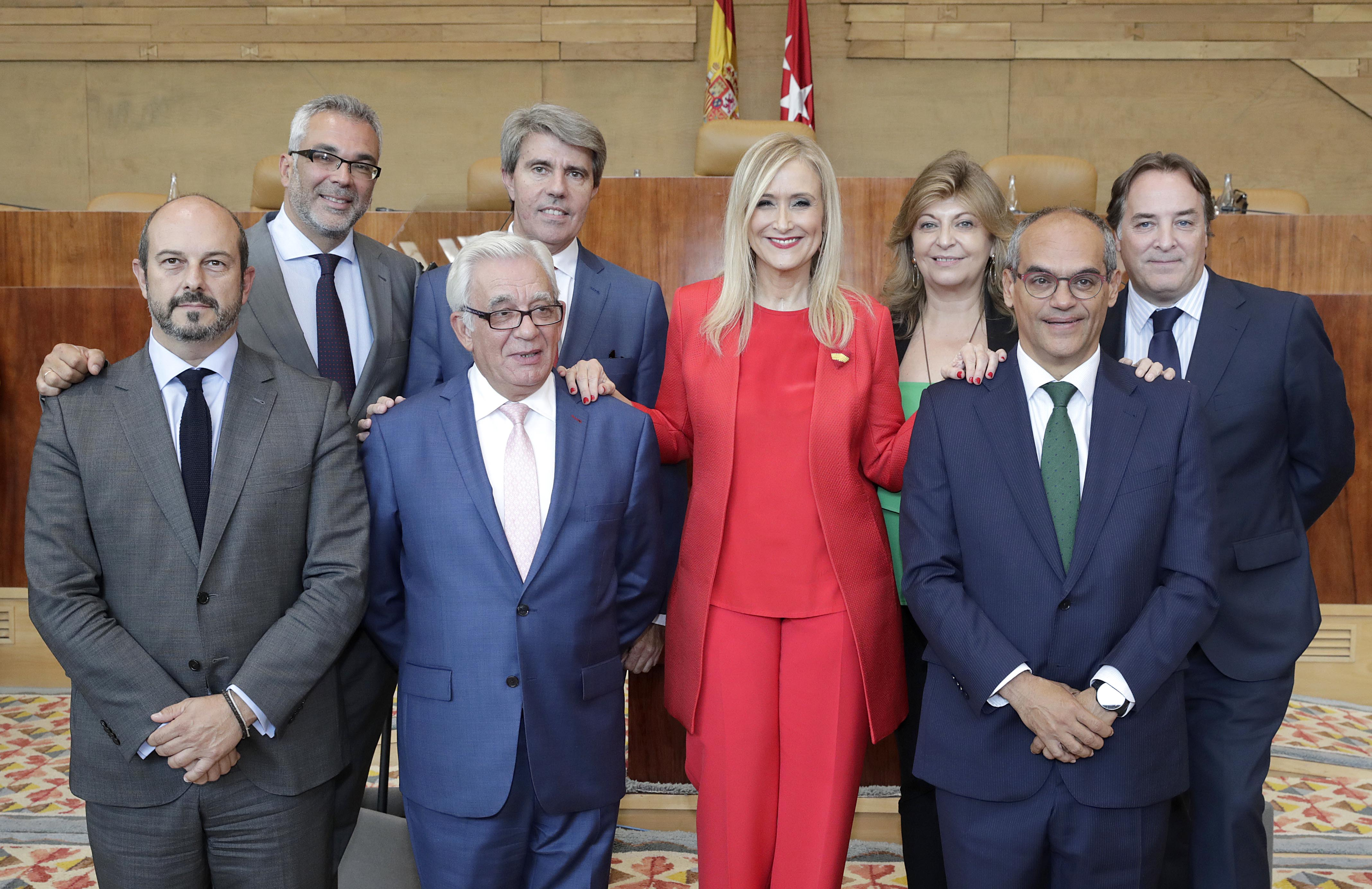
La presidenta de la Comunitat de Madrid, Cristina Cifuentes, amb alguns membres del seu govern (2015-2017), entre ells, Rollán.

El 23 de setembre de 2017, la presidenta de la Comunitat de Madrid Cristina Cifuentes va anunciar una remodelació del seu govern i Pedro Rollán va passar a ocupar la Conselleria de Medi Ambient, Administració Local i Ordenació del Territori en substitució de Jaime González Taboada.
El mes de març del 2017, Rollán va ser elegit president del Comitè Electoral del PP de la Comunitat de Madrid i el setembre del 2019 va ser nomenat president del Comitè d'Estratègia del partit a la comunitat.

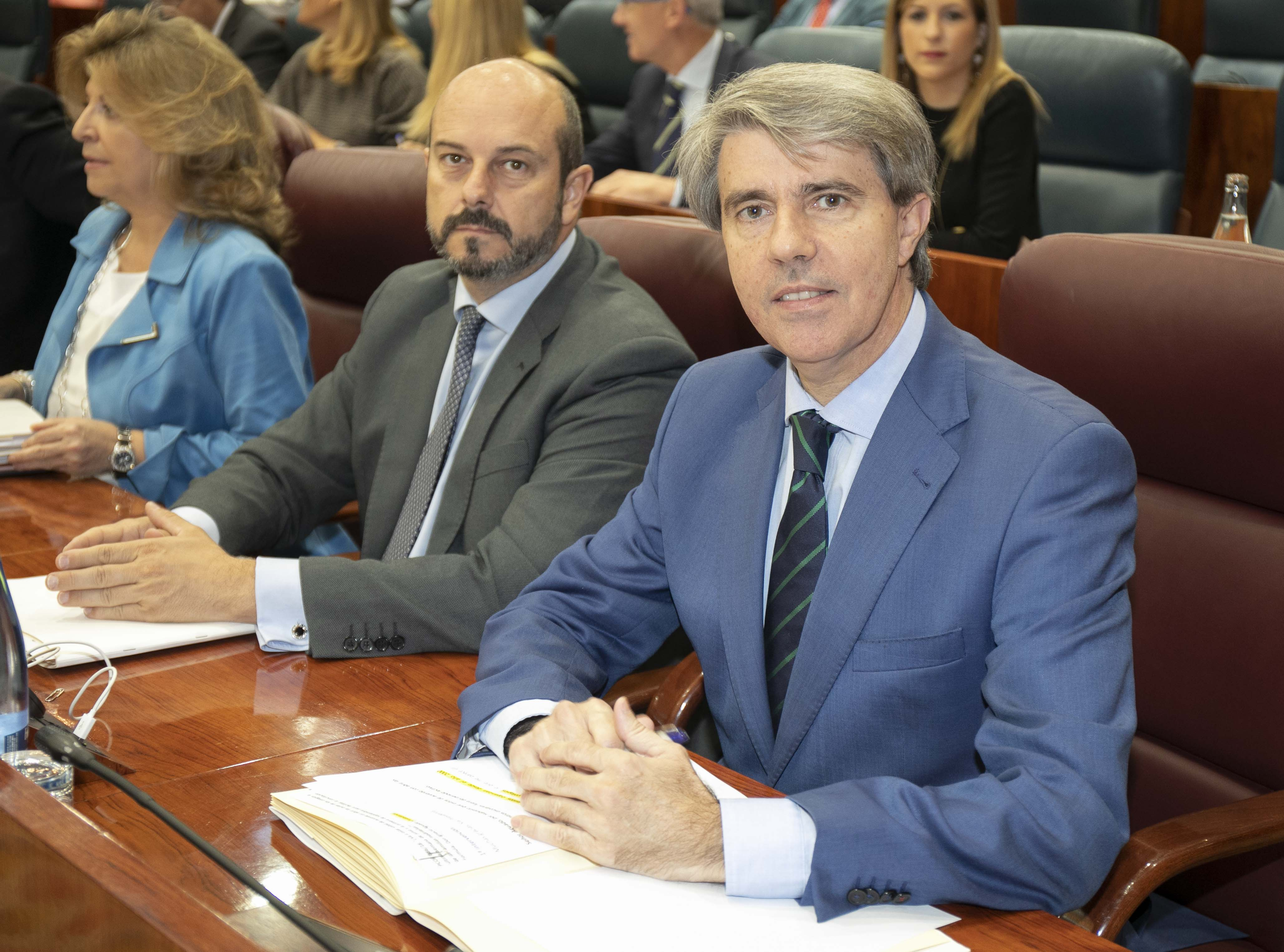
Pedro Rollán acompanyant el president de la Comunitat de Madrid Ángel Garrido, a una sessió de control de l'executiu madrileny a l'Assemblea de Madrid, el juny de 2018.

El 21 de maig de 2018, el nou president de la Comunitat de Madrid, Ángel Garrido, va anunciar que Pedro Rollán seria el vicepresident del nou Govern regional, a més de nomenar-lo titular de la Conselleria de Presidència i portaveu del Govern. Rollán va prendre possessió dels seus nous càrrecs el 22 de maig de 2018, tot conservant les competències en Administració Local del seu càrrec anterior. Sota el seu mandat, es va avançar en l'execució del Programa d'Inversions Regional 2016-2019, on la Comunitat de Madrid va invertir uns 700 milions d'euros. També es va iniciar el projecte de construcció de vuit nous parcs de bombers a la Comunitat.
Entre finals de juny de 2018 i principis d'octubre de 2019, Pedro Rollán va presidir el consell d'administració del Canal d'Isabel II, l'empresa pública que gestiona l'aigua a la pràctica totalitat de la Comunitat de Madrid.
L'abril del 2019 Rollán es va convertir en el president en funcions de la Comunitat de Madrid després de la dimissió d'Ángel Garrido per concórrer a les eleccions europees, tot i que després es coneixeria la seva inclusió a les llistes electorals autonòmiques de Ciutadans motiu pel qual el PP l'apartaria de la candidatura europea.
D'aquesta manera, Rollán és l'únic President de Madrid que ho va ser sense haver estat oficialment investit per l'Assemblea de Madrid. Va ocupar el càrrec quatre mesos, fins al 19 d'agost de 2019, quan Isabel Díaz Ayuso va ser elegida presidenta, per primera vegada, un cop celebrades les eleccions a l'Assemblea de Madrid de 2019.

### Diputat autonòmic
En aquelles mateixes eleccions, celebrades el 26 de maig de 2019, Rollán va ocupar la cinquena posició de la llista del Partit Popular a les eleccions autonòmiques de la Comunitat de Madrid, essent elegit diputat de l'Assemblea de Madrid en la seva XI legislatura. En ser nomenat senador després de les eleccions generals espanyoles de novembre de 2019, Rollán va renunciar a la seva acta de diputat a l'Assemblea, juntament amb Yolanda Ibarrola, el 31 de gener de 2020.
El 2 d'abril de 2022, el nou president del Partit Popular, Alberto Núñez Feijóo, el va nomenar vicesecretari nacional de Coordinació Autonòmica i Local, passant a formar part, així, de l'equip de direcció més proper al nou president popular.

### President del Senat
El 14 de juny de 2023, després de l'avançament electoral decretat pel president espanyol Pedro Sánchez, el Partit Popular va fer públiques les llistes amb què concorreria a les eleccions generals. Pedro Rollán va ser designat com a número u al Senat d'Espanya per Madrid, essent els seus números dos i tres, Pío García-Escudero i Paloma Martín Martín.
El 16 d'agost, Alberto Núñez Feijóo va proposar Rollán com a president del Senat, on el Partit Popular va obtenir la majoria absoluta. Finalment, fou elegit president de la Cambra alta el dia 17 d'agost de 2023.